# Azor José de Lima
Azor José de Lima (Ituverava, 25 de março de 1934 – Rio de Janeiro, 22 de agosto de 2020) foi um médico especializado em pediatria e professor brasileiro.

## Biografia
Nascido em Ituverava, no interior do estado de São Paulo, mudou-se para o Rio de Janeiro, para estudar medicina na Universidade Federal do Rio de Janeiro (UFRJ), no ano de 1958. Doutorou-se no ano de 1967, na mesma instituição.
Desde 1978, foi professor titular da Universidade Federal do Estado do Rio de Janeiro (UNIRIO), na área de pediatria. Foi eleito membro da Academia Nacional de Medicina (ANM) em 2001, ocupando a cadeira 12.

### Morte
Azor morreu no Rio de Janeiro, aos oitenta seis anos de idade, em agosto de 2020.